# Efraín De los Ríos
Efraín de los Ríos Aguirre (n. 1906- m. 1974) es el nombre literario del escritor guatemalteco Efraín Ríos Aguirre.

## Ombres contra Hombres

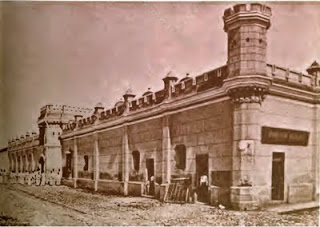
Penitenciaría Central de Guatemala.

De los Ríos es conocido en Guatemala por haber escrito la obra Ombres contra Hombres, la cual describe sus dos «estancias» en la Penitenciaría Central de Guatemala.

### Complot de 1934

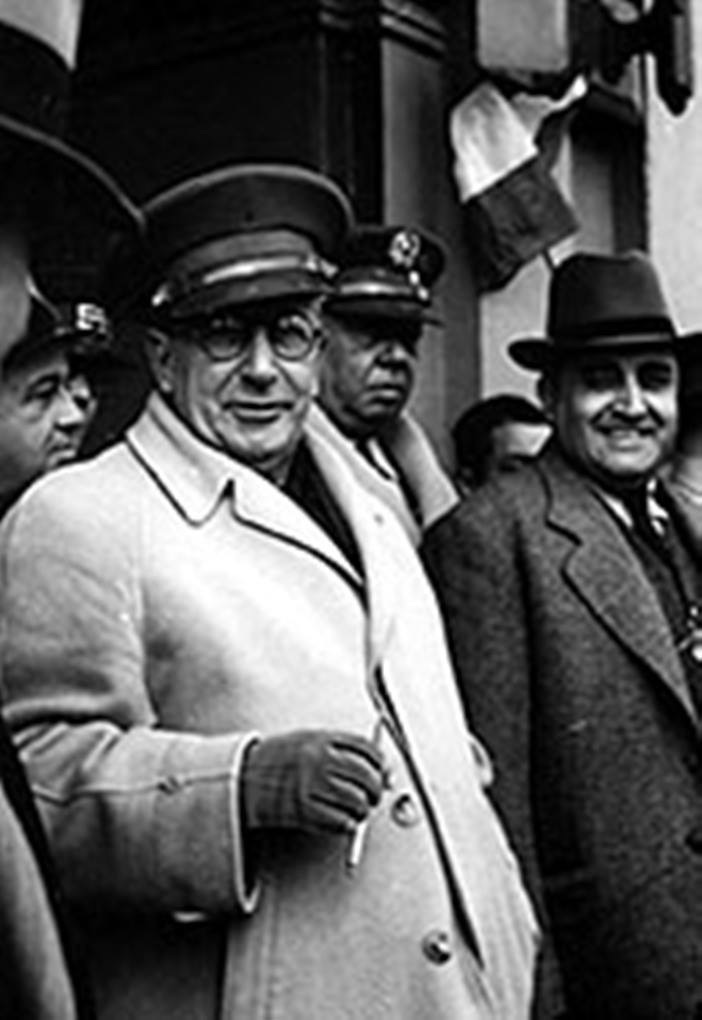
General Ubico y coronel Roderico Anzueto Valencia, jefe de la policía secreta.

El 18 de septiembre de 1934 fueron ejecutados dentro de la Penitenciaría Central Efraín Aguilar Fuentes, Juventino Sánchez y Humberto Molina Santiago, Rafael Estrada Guilles y el coronel Luis Ortiz Guzmán.  Todos habían sido acusados de planear un complot para asesinar al presidente Ubico Castañeda.

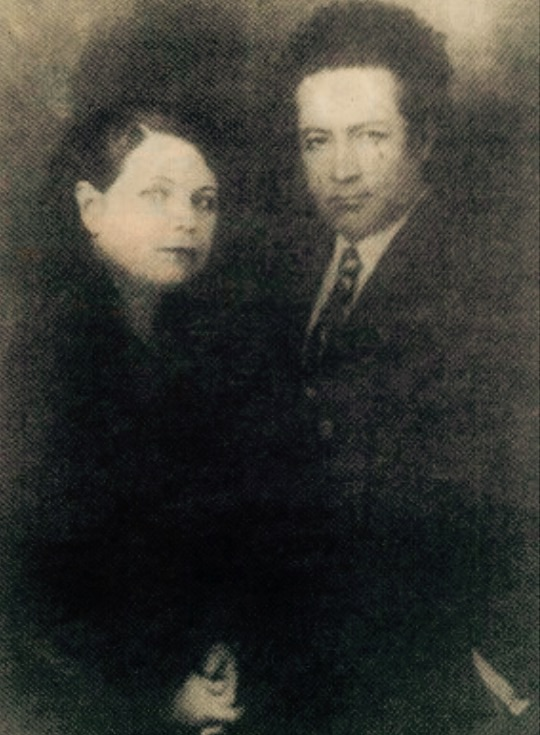
Efraín Aguilar Fuentes y su esposa, la poetisa Magdalena Spinola en 1930.

En el libro «El Jardín de las Paradojas», que escribió en 1935, De los Ríos acusó al director de la policía general Roderico Anzueto Valencia de incriminar a los supuestos conjurados.  De acuerdo a De los Ríos, los hechos fueron los siguientes:
A principios de septiembre de 1934, cuando Ubico decidió a convocar a un plebiscito para que Guatemala decidiera si podría seguir otros seis años en el poder, el licenciado Efraín Aguilar Fuentes -director del Primer Registro de la Propiedad Inmueble- se negó a ser parte de los seguidores del presidente, y cuando éste lo citó a su despacho para recriminarle su actitud, Fuentes le dijo que estaba enterado de que el entonces director de la policía nacional, general Roderico Anzueto Valencia, se había apropiado ilícitamente de veintiocho propiedades y que por esa razón ya no apoyaría al gobierno. Ahora bien, lo que Aguilar Fuentes no sabía en ese momento, era que Anzueto Valencia solamente era testaferro del general Ubico en unas de esas propiedades.
En las semanas siguientes, Anzueto Valencia elaboró una lista de personas involucradas en un complot para asesinar al presidente, y entre ellas estaba el licenciado Aguilar Fuentes. Todos los conjurados fueron apresados y torturados, y sus confesiones arrancadas en las torturas fueron publicadas en el periódico El Liberal Progresista.
Por estas fuertes acusaciones, De los Ríos fue apresado en la Penitenciaría Central durante la mayor parte del resto del gobierno del general Ubico Castañeda. Sus experiencias en el presidio fueron recogidas en su libro Ombres contra Hombres, publicado en 1945.

## Comentarios sobre su obraOmbres contra Hombres
| «Efraín de los Ríos ha dado un libro entrañado en la realidad. Es un libro que no es para deleitar. No se busque en él la forma acabada, ni el arreo literario, ni el método que impone la característica de los libros que, aunque tengan de realidad, están adornados cuidadosamente para desempeñar funciones deleitables al lector. Este libro no es como El señor Presidente de Miguel Ángel Asturias, ni como el ¡Ecce Pericles! de Rafael Arévalo Martínez. Este libro tiene sobre aquéllos, el haber sido sacado de la propia vida del autor y del propio escenario tenebroso como son las mazmorras penitenciarias, los degollamientos de la dictadura, de la tiranía, del despotismo; que estuvo él a punto de volverse loco, o de perecer asesinado. Aquellos escritores, como poetas, como hombres de letras, ocurrieron a la observación y al documento y fueron influidos por el ambiente en que se vivía, lo que da fuerza a las exposiciones de Asturias y de Arévalo Martínez, puesto que todo un país, tiranos y tiranizados, estaban formando la época tremenda en la que, si es cierto que había limpieza en las calles y se hacían elegantes edificios, en el fondo de las conciencias al servicio del tirano había podredumbre, había chatez de razón vital, había bajeza corrompiendo los distintos rumbos en que se movió una sociedad y un país.» —Juan Felipe Toruño Sábados de Diario Latino 31 de enero de 1948 |